# Mezőkeresztes
Mezőkeresztes [mezékeresteš] je město v severovýchodním Maďarsku v župě Borsod-Abaúj-Zemplén, spadající pod okres Mezőkövesd. Nachází se asi 28 km jihozápadně od Miškovce. V roce 2015 zde žilo 3 818 obyvatel. Podle údajů z roku 2001 zde bylo 97 % obyvatel maďarské a 3 % romské národnosti.

## Historie
Oblast byla obývána již od dob stěhování národů. Ve 14. století patřil k panství Diósgyőr. Mezőkeresztesi udělil král Ladislav Pohrobek statut města. V roce 1596 se zde udála bitva u Mezőkeresztese, ve které Mehmed III., sultán Osmanské říše, porazil habsburská a transyslvánská vojska. Uprostřed bitvy museli sultána zrazovat od útěku z bitevního pole.
Po pádu Osmanské říše město prosperovalo, nicméně v 19. století ztratilo na významu a stalo se vesnicí. V roce 1950 byly poblíž nalezeny zdroje ropy, které byly do roku 1980 vyčerpány.
1. července 2009 Mezőkeresztes znovu získal statut města.

## Geografie
Nejbližšími městy jsou Emőd, Mezőcsát a Mezőkövesd. Blízko jsou též obce Csincse, Mezőnagymihály, Mezőnyárád a Szentistván. Nachází se zde část letiště Mezőkövesd.
Jen 15 km severně od města leží národní park Bukové hory, jižně od něj vede evropská silnice E71.

## Pamětihodnosti
- Sídlo rodiny Hoffmannů
- Radnice
- Římskokatolický kostel Panny Marie maďarské
- Kalvinistický kostel
- Římskokatolický kostel Povýšení svatého Kříže
- Pamětní deska připomínající spisovatele Gyulu Feketeho

## Další fotografie

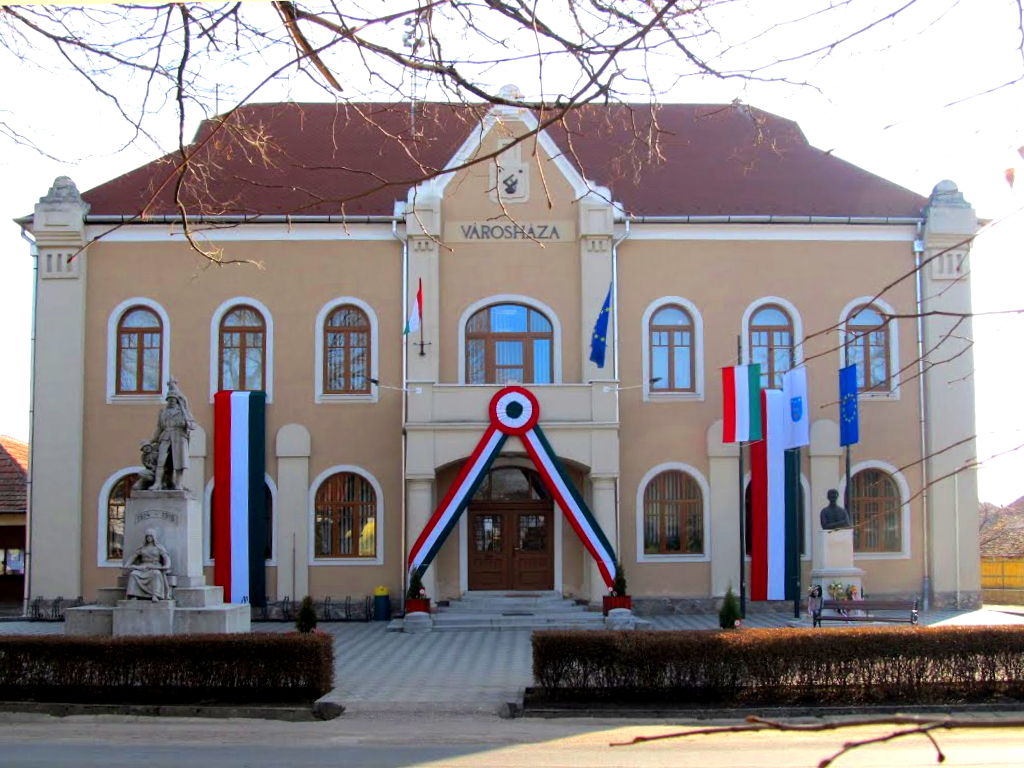
Radnice
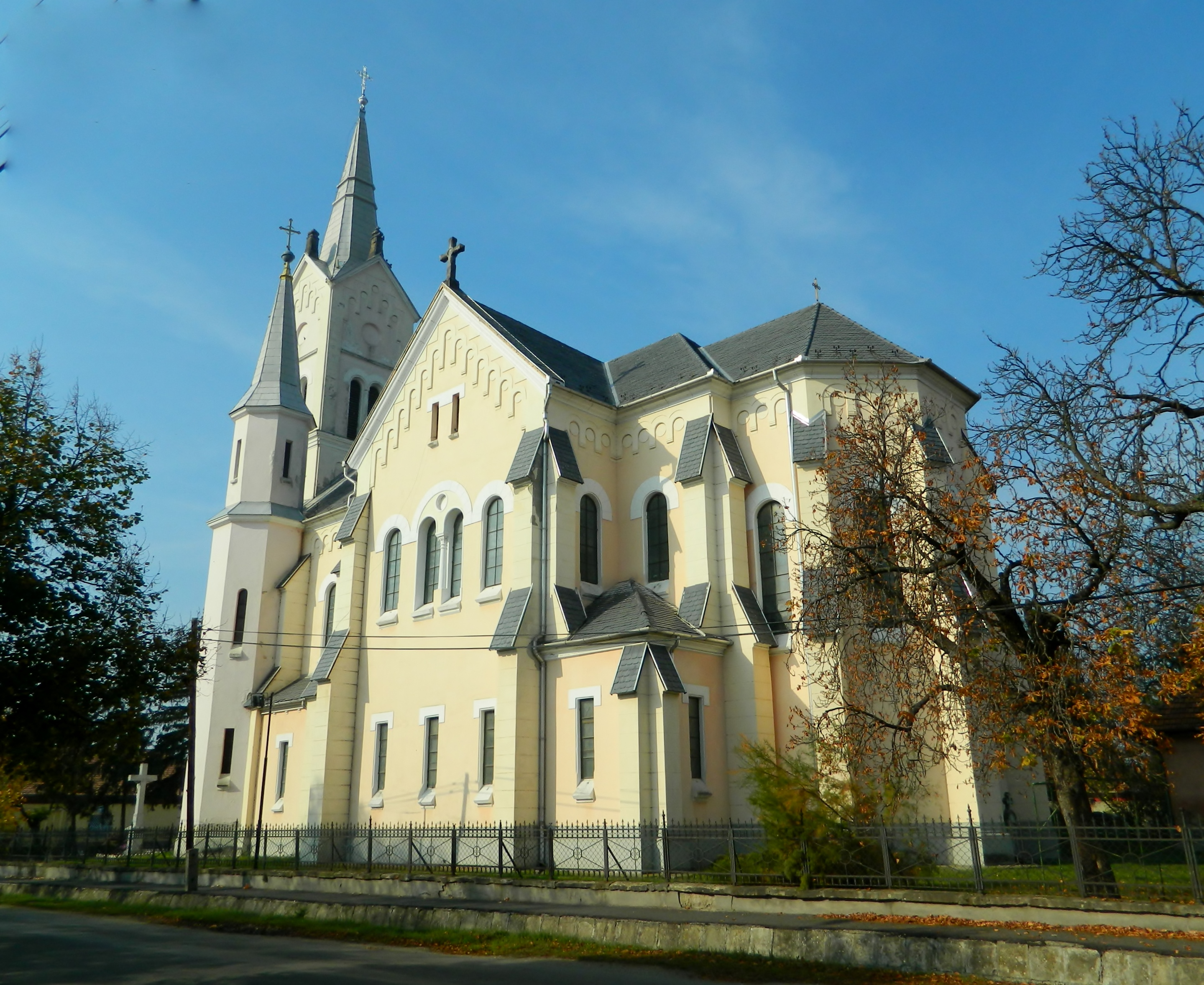
Kostel Panny Marie
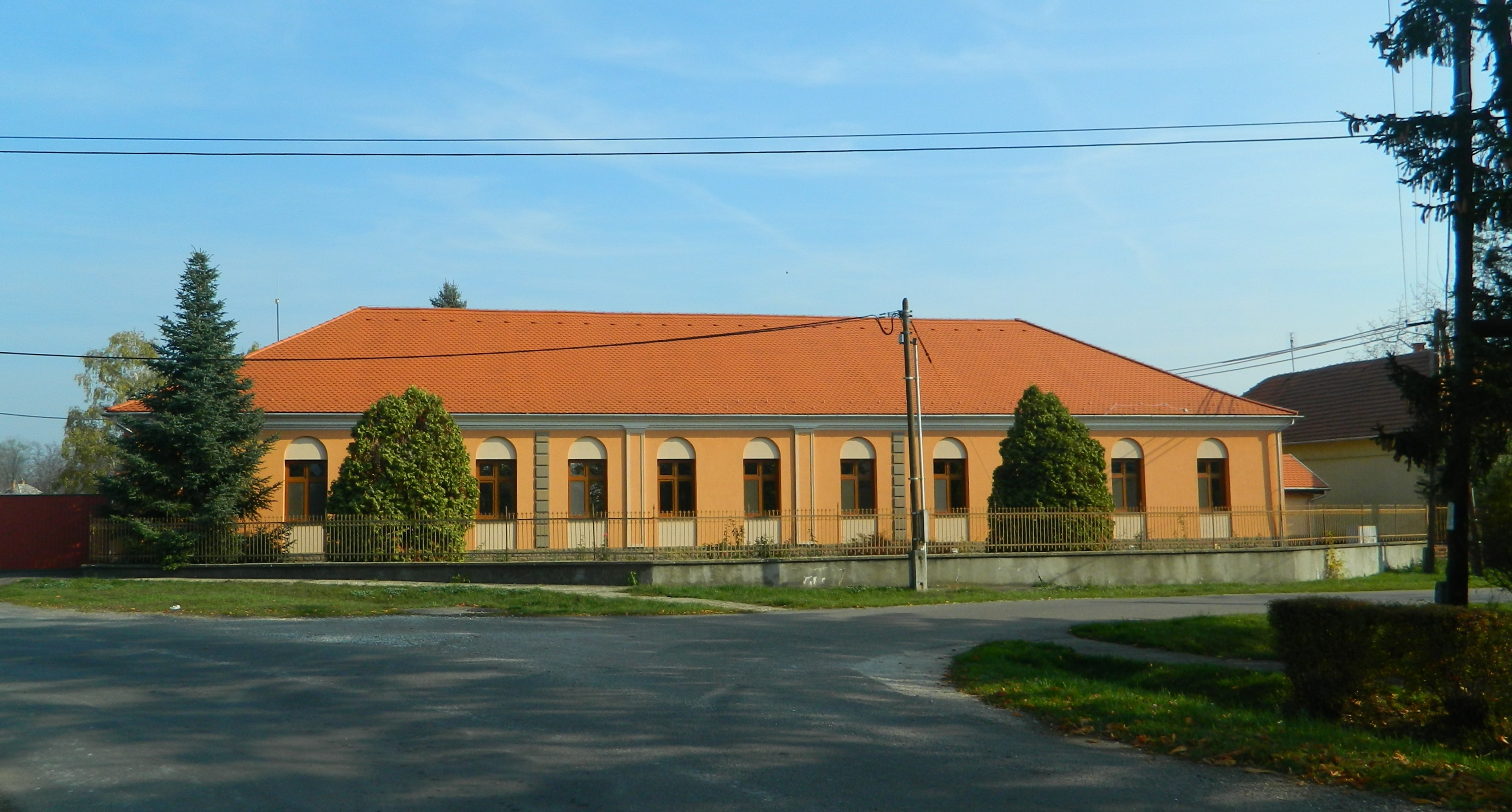
Zámek
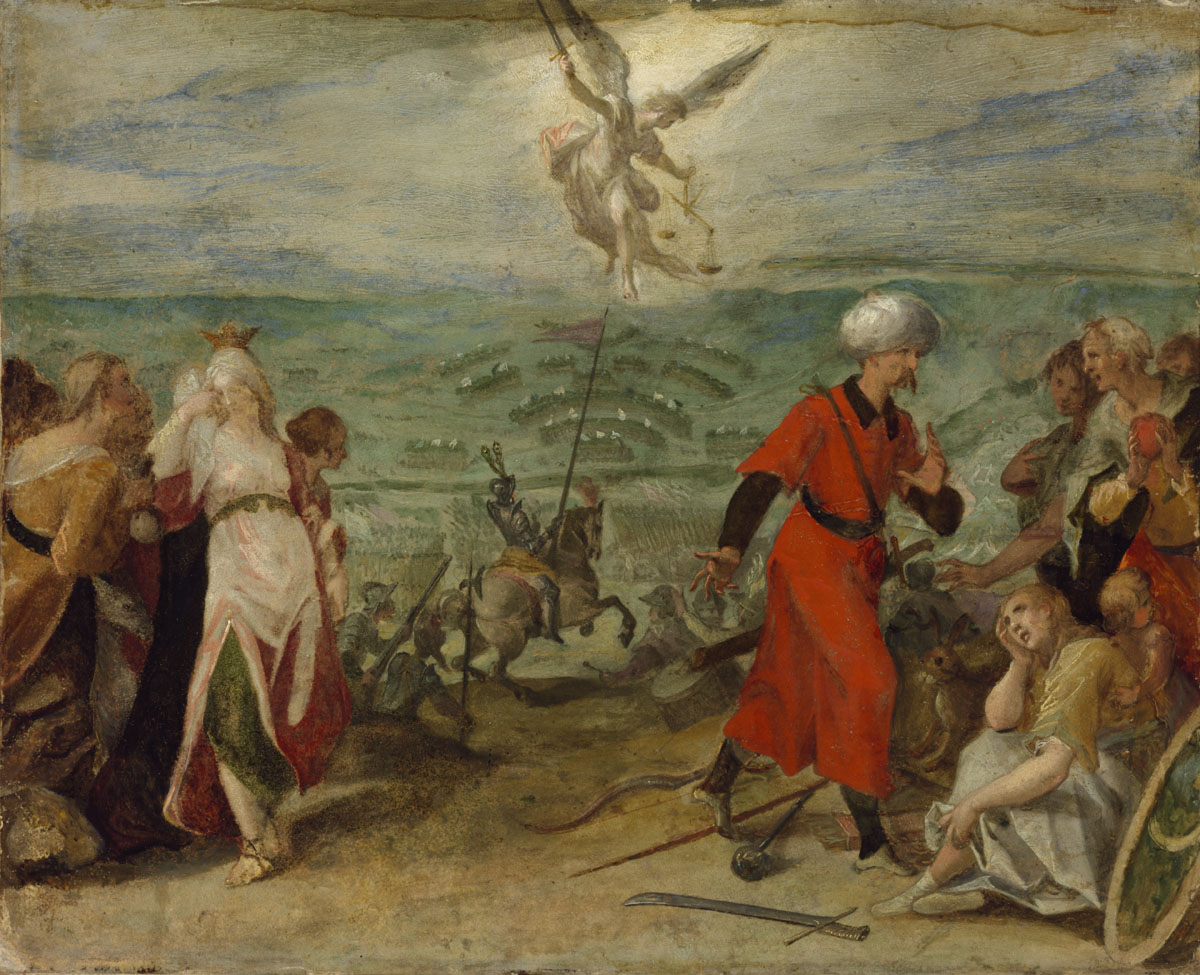
Obraz zobrazující alegorii bitvy u Mezőkeresztese
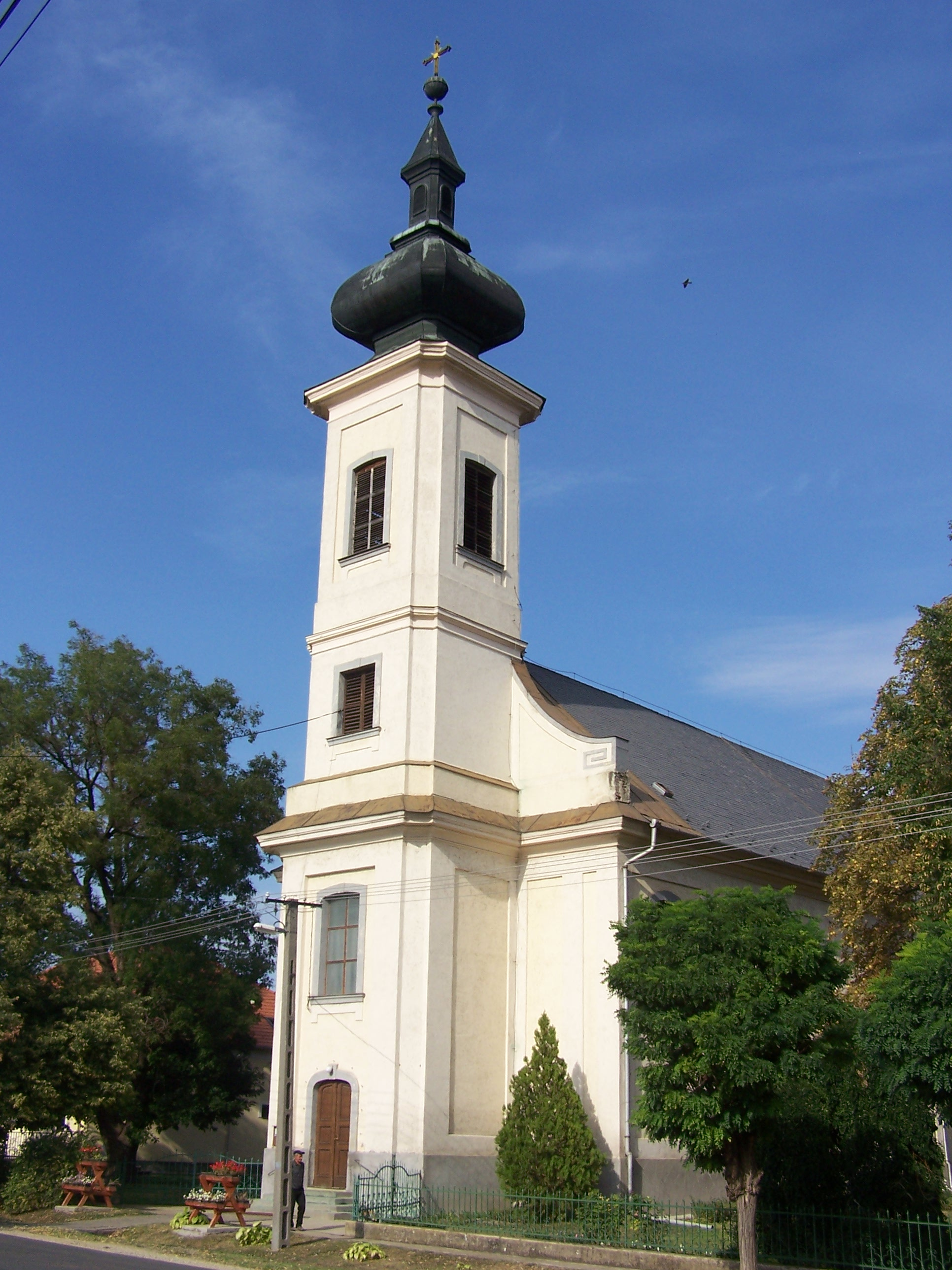
Kalvinistický kostel
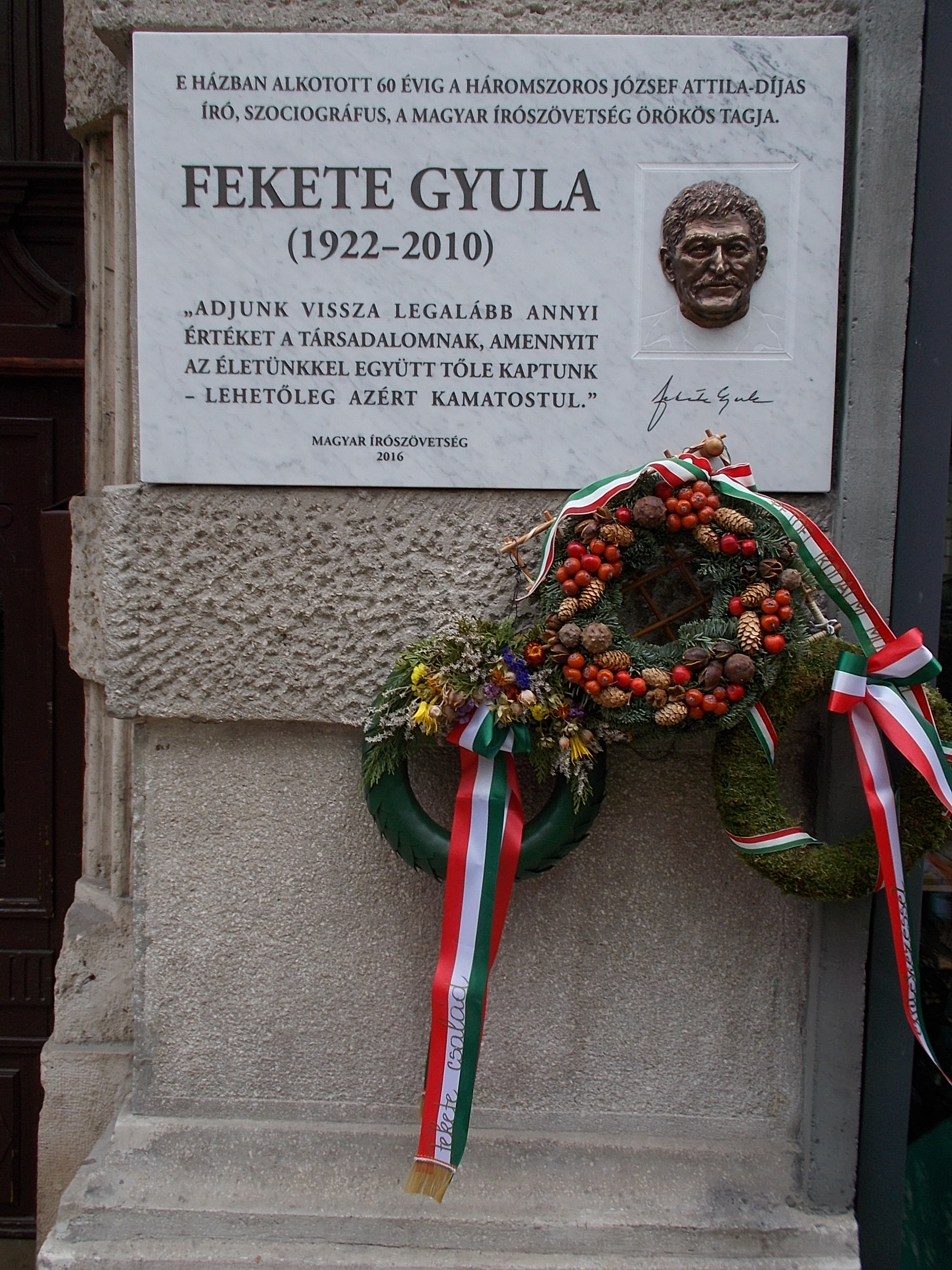
Pamětní deska Gyuly Feketeho